# Аям-поп
Ая́м-поп (индон. и мин. ayam pop) — блюдо падангской кухни. Готовится из крупных кусков курятины без кожи, которые вначале проваривают в кокосовом молоке со специями, а затем недолго обжаривают в растительном масле.
Появилось в начале второй половины XX века. Кулинарный специалитет города Букиттинги, пользуется широкой популярностью на значительных территориях Суматры, особенно в ресторанной и уличной кухне. Обычно подаётся с самбалом, гарниром чаще всего служат варёные листья маниока.

## Происхождение и распространение

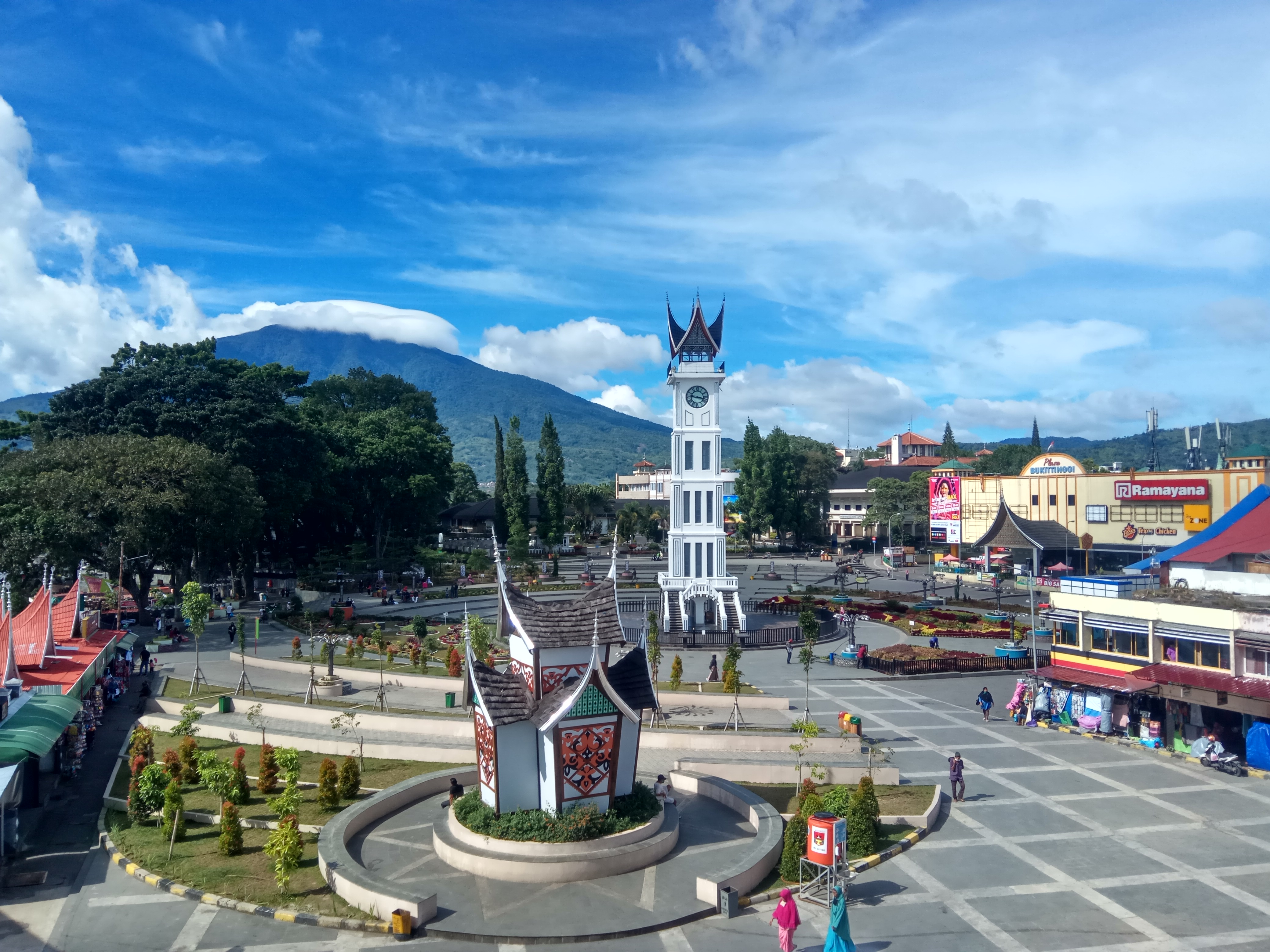
Букиттинги — родина аям-попа

В кулинарной практике индонезийского народа минангкабау, которая широко известна как падангская кухня, блюда из курятины традиционно занимают достаточно существенное место. Из неё, в частности, готовятся некоторые виды ренгдангов, гулаев и баладо — трёх типов блюд, которые традиционно составляют основу падангской кулинарии. Вместе с тем, до относительно недавнего времени у минангкабау не существовало какого-то особого кушанья, которое могло бы готовиться исключительно из курицы. Именно таким нововведением стал аям-поп, появившийся в третьей четверти XX века.
Родиной аям-попа единодушно признаётся Букиттинги — один из крупнейших городов Западной Суматры, расположенный во внутренней части этой индонезийской провинции. Во мнениях о конкретном изобретателе данного кушанья индонезийские кулинарные издания и СМИ расходятся: эта роль отводится различным городским ресторанам. Соответственно, сроки изобретения аям-попа в разных источниках варьируются от начала 1960-х до середины 1970-х годов. Что касается этимологии названия блюда, то «ая́м» (индон. и мин. ayam) как по-индонезийски, так и на языке минангкабау значит «курица», а относительно происхождения второй части словосочетания существуют две версии: она связывается либо с популярностью, которую быстро обрело кушанье, либо с поп-музыкой, которая якобы исполнялась в том заведении общепита, где оно впервые появилось.
За десятилетия, прошедшие с момента его изобретения, аям-поп не только утвердился в числе главных кулинарных специалитетов Букиттинги, но и получил весьма широкое распространение на всей территории расселения минангкабау, которая  полностью охватывает провинцию Западная Суматра и частично — провинции Бенгкулу, Джамби, Риау и Северная Суматра. Более того, благодаря значительной популярности падангской кухни во всей Индонезии, это кушанье обрело и общенациональную известность.

## Приготовление

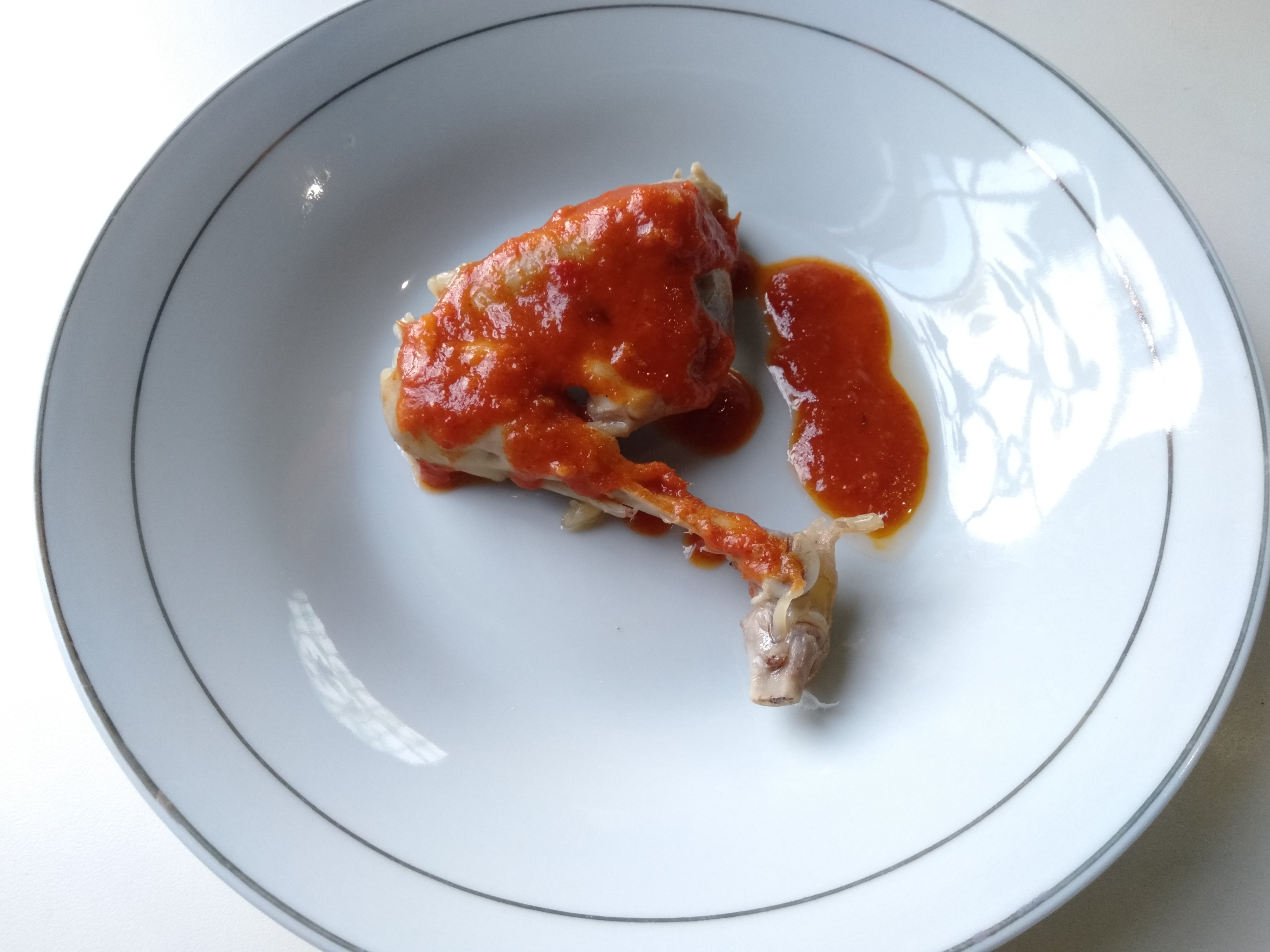
Аям-поп, поданный традиционным образом — с самбалом

Для приготовления аям-попа используется курятина без кожи, что в принципе типично для падангской кухни и, помимо прочего, отличает её от большинства других этно-региональных кухонь Индонезии. Свежевание куриных тушек, как правило, производится уже при их продаже.
Аям-поп готовится из крупных кусков курятины. Чаще всего в ход идут окорочка с голенью, но могут использоваться и другие части тушки. Некоторые рецепты предусматривают непродолжительное — как правило, не более получаса — маринование курятины в лаймовом соке. По другим сок, мякоть, а иногда и листья лайма добавляются позднее, при варке. Варится курятина либо в чистом кокосовом молоке, либо в его смеси с водой. Варево заправляется определенным набором специй — достаточно небольшим по меркам падангской кухни. Обычно в него, помимо упомянутого лайма, могут входить чеснок, лук-шалот, имбирь, челнобородник лимонный, лумбанг и индийский лавр. Острый перец, характерный для большинства других горячих блюд падангской кухни, в аям-поп никогда не добавляется.
После достаточно длительной варки курятину обжаривают на воке или в сковороде в растительном масле. Жарка продолжается совсем недолго, в результате чего в готовом виде аям-поп сохраняет характерный белёсый цвет, приобретённый за счёт варки в кокосовом молоке, и не имеет хрустящей корочки: поверхность курятины лишь становится более плотной и гладкой, чем бывает после варки. В силу отсутствия в рецепте острых специй кушанье имеет не слишком характерные для падангских блюд мягкий вкус и не слишком сильный аромат.

## Подача и употребление

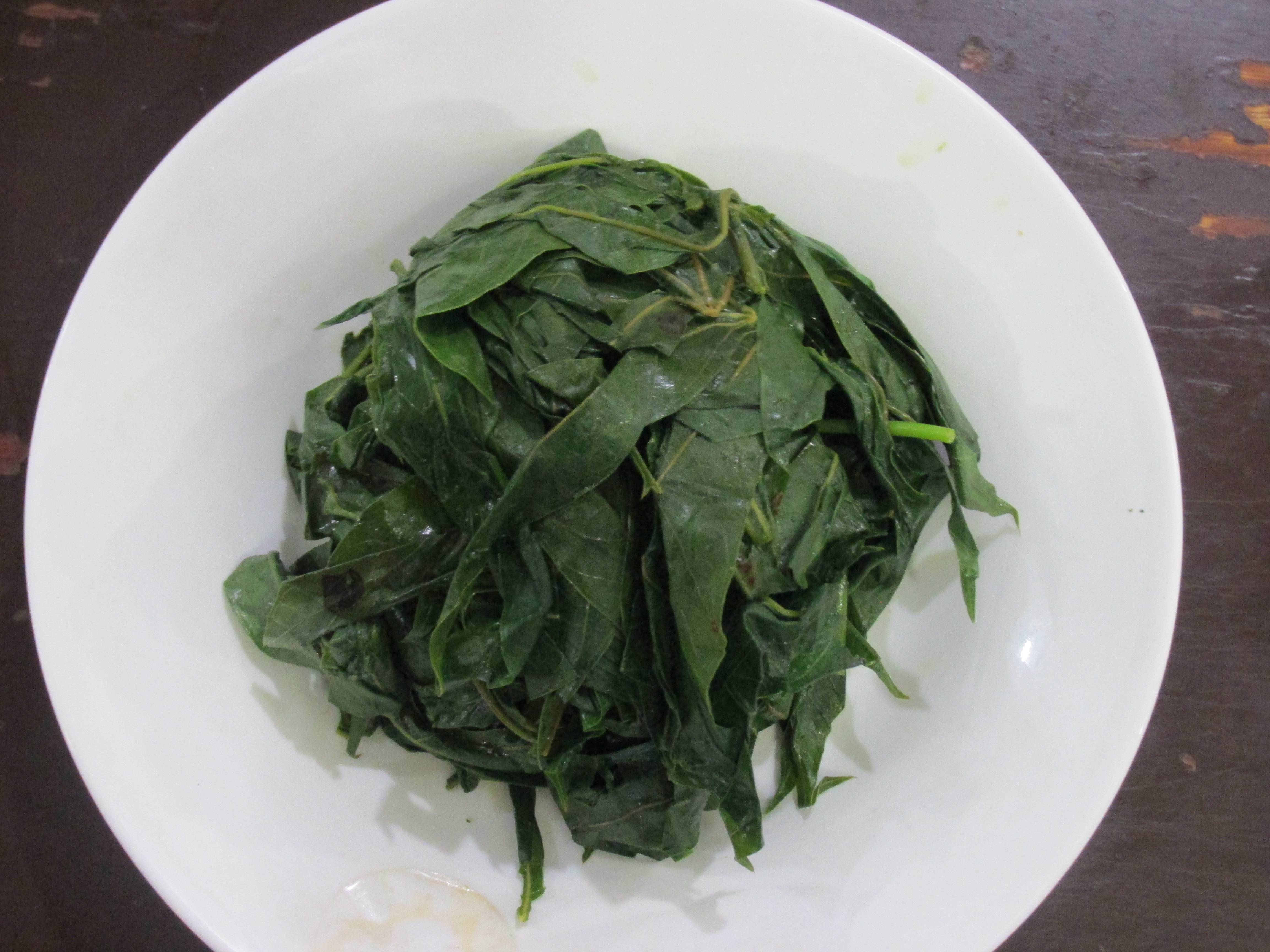
Варёные листья маниока — традиционный гарнир к аям-попу

Аям-поп является основным блюдом. Есть его принято как в горячем, так и в остывшем виде. Почти всегда приправой к нему служит острый соус — самбал из протёртого красного перца и мякоти томата с различными специями. Соус либо подают в отдельной ёмкости для макания, либо наливают прямо на куски курятины.
В отличие от очень многих других блюд падангской и, вообще, индонезийской кухни, аям-поп обычно не едят с варёным рисом. В качестве гарнира к нему традиционно принято подавать варёные листья маниока: иногда курятину укладывают на тарелке поверх плотной «подушечки» из маниоковых листьев. Нередко помимо этого добавкой к аям-поп служит крупук.
Минангкабау нередко готовят аям-поп в домашних условиях, но особой популярностью это кушанье пользуется в ресторанной и уличной кухне. Его подают в основном в недорогих харчевнях падангской кухни, которые не только повсеместно функционируют в местностях расселения минангкабау на Суматре, но и достаточно широко представлены по всей Индонезии — особенно в больших городах. При этом аям-поп достаточно редко присутствует в составе традиционных ресторанных комплексных обедов падангской кухни — наси-паданга и наси-капау.